# Florentin Will
Florentin David Pascal Will (* 23. März 1991 in Ebersberg) ist ein deutscher Schauspieler und Komiker. Er ist Moderator beim deutschsprachigen Internetsender Rocket Beans TV, Podcaster, Livestreamer auf Twitch und war Mitglied im Ensemble des Neo Magazin Royale. Zudem war er Teil des funk-YouTube-Kanals Gute Arbeit Originals.

## Leben und Wirken
Will wuchs als Sohn der Autorin Rosemarie Will in Ebersberg auf. Zunächst Philosophiestudent, bewarb er sich bei der Moderatorenschule Frank-Elstner-Masterclass der Axel-Springer-Akademie. 2013 bekam Will zunächst einen Auftritt im Neo Magazin (seit 2015 Neo Magazin Royale, seit 2020 ZDF Magazin Royale), der später zu einem festen Platz im Ensemble führte. Ebenfalls gehörte Will in der ersten Staffel zum Ensemble der Sketch-Comedy-Show Die unwahrscheinlichen Ereignisse im Leben von … im WDR Fernsehen, welche, wie auch das Neo Magazin Royale, von der bildundtonfabrik produziert wurde. Zudem war Will auch für das Internetportal Zuio.tv von Axel Springer tätig.
Will betreibt mit Stefan Titze, der auch als Autor für das Neo Magazin Royale tätig war, den Podcast Das Podcast Ufo, mit welchem sie mittlerweile auch auf Livetouren gehen. Am 17. Juli 2021 erschien eine als Musical konzipierte Folge, deren Lieder auch als Album auf Musikstreamingportalen veröffentlicht wurden. Gemeinsam mit Titze arbeitete Will von Oktober 2016 bis Dezember 2017 auch am funk-Format Gute Arbeit Originals zusammen. Während Titze als Autor tätig war, stand Will gemeinsam mit Katjana Gerz vor der Kamera.
Zusammen mit Lars Paulsen produziert er Verflixxte Klixx, zuerst auf seinem YouTube-Kanal feedpunch und seit März 2016 als festes Format beim Internet-Streaming-Sender Rocket Beans TV. In Anlehnung an Verflixxte Klixx erschien am 18. Oktober 2018 außerdem die erste Folge von Pfiffige Ziffern. Daneben ist Will noch in diversen anderen Formaten des Senders zu sehen. So war er, unter anderem, einer der festen Moderatoren der Morningshow #MoinMoin, war Teil des Ensembles von Rage of Empires, bestreitet seit 2018 zusammen mit Jannes „Neo“ Tjarks das Format Creepjack, oder fungiert als Spielleiter in mehreren Pen-&-Paper-Sendungen, wie etwa Pen & Paper: 9/11 – Animal Squad.
Seit 2019 ist Will zudem auf der Streamingplattform Twitch aktiv, wo er erst als Pommes_Ruppel, seit Ende 2021 als FlorentinWill vor allem Let’s Plays der Spiele Warcraft III: Reign of Chaos (The Frozen Throne), Magic: The Gathering und Valorant ausstrahlt.
Florentin Will war auch politisch aktiv. Bei den Kommunalwahlen 2014 in Bayern kandidierte er auf der Liste des Ortsverbands Ebersberg der Partei Bündnis 90/Die Grünen für den Stadtrat; und erreichte 616 Stimmen. Er ist aber nach eigener Aussage nicht Mitglied der Partei.
Im Jahr 2021 wurde die Folge Was ist der Beste Senf? Das große Senfspezial mit Florentin des von Colin Gäbel produzierten Formats Löffel, Messer, Gäbel mit Florentin Will für den Grimme-Preis nominiert.
Will ist mit der Streamerin und Arbeitskollegin Marah Will (geb. Daniel) von Rocket Beans TV verheiratet. Im März 2024 wurde ihr gemeinsames Kind geboren.

## Podcasts
- 2011–2013: Rapide Rapante Podcast (mit Philipp Hauptmann)[19]
- seit 2012: DSA Intime (mit Philipp Hauptmann)[20]
- seit 2014: Das Podcast Ufo (mit Stefan Titze)[7]
- 2016–2017: Last September in Monaco (mit DeChangeman)[21]
- 2016–2017: Gute Arbeit Impro (mit Stefan Titze, Katjana Gerz, und Lena Kupke für funk)[22]
- 2017–2019: Lacast (mit Rolf Nemitz)[23]
- seit 2021: Multiversum (mit Nils Bomhoff)[24]

## Filmografie
- 2018: Lukas Taucht
- 2018: Der Nesthocker
- 2019–2025: How to Sell Drugs Online (Fast)

## Diskografie
- 2019: 333 (mit Lars Paulsen als Der Sommer-Hit von Rocket Beans TV)
- 2021: Hinter dem Mikrofon (mit Stefan Titze in Das Podcast Ufo)
- 2022: Bappy (Disstrack?) (mit Lars Paulsen)

## Auszeichnungen
- 2017: Grimme-Preis in der Kategorie Unterhaltung für das Buch zur Einspielerschleife in der Sendung Neo Magazin Royale[25]
- 2019: Deutscher Podcastpreis in der Kategorie Unterhaltung als Das Podcast Ufo[26]